# Teixidor de Bengala
El teixidor de Bengala (Ploceus benghalensis) és un ocell de la família dels ploceids (Ploceidae).

## Hàbitat i distribució
Habita praderies, canyars i bambú al nord-oest i sud-est de Pakistan i centre, nord i nord-est de l'Índia, Nepal i Bangladesh.